# Jazz: Live
Jazz: Live från 1997 är ett livealbum med a cappella-gruppen The Real Group.

## Låtlista
1. Splanky (Neal Hefti) – 4:16
2. When I Fall in Love (Victor Young/Edward Heyman) – 5:00
3. Good Bait (Tadd Dameron/Count Basie) – 4:13
4. Li'l Darlin' (Neal Hefti/Jon Hendricks) – 5:32
5. There Will Never be Another You (Harry Warren/Mack Gordon) – 2:50
6. Night and Day (Cole Porter) – 5:06
7. Waltz for Debby (Bill Evans/Gene Lees) – 3:34
8. 'Round Midnight (Thelonious Monk/Cootie Williams/Bernie Hanighen) – 3:39
9. I've Found a New Baby (Spencer Williams/Jack Palmer) – 2:38
10. Come Sunday (Duke Ellington) – 4:35
11. Strawberry Fields Forever (John Lennon/Paul McCartney) – 3:41
12. Den lyssnande Maria (Carl Jonas Love Almqvist) – 4:13

## Medverkande
- Margareta Jalkéus – sopran
- Peder Karlsson – baryton
- Anders Edenroth – tenor
- Katarina Nordström – alt
- Anders Jalkéus – bas

## Listplaceringar
| Lista (1997) | Topplacering |
| ------------ | ------------ |
| Sverige      | 38           |